# Heinrich II. zu Castell
Heinrich II. Graf und Herr zu Castell († um 1307)  war von 1253 bis zu seinem Tod Herrscher der Grafschaft Castell. Er begründete die Linie vom Unteren Schloss, die bis zum Ende des 14. Jahrhunderts Bestand haben sollte.

## Die Grafschaft vor Heinrich II.
Die Entwicklung der Grafschaft ist eng mit den gesellschaftlichen Vorgängen des Hochmittelalters verbunden. In der zweiten Hälfte des 11. Jahrhunderts wird erstmals ein Edelfreier mit Sitz auf der Burg Castell genannt. Er war wohl von einer der größeren Herrschaften der Umgebung, namentlich dem Würzburger Bistum, für seine Dienste entschädigt worden und gehörte dem sogenannten Dienstadel, den Ministerialen an.
In Konkurrenz zu den anderen Adelsfamilien häuften die Castell mehr und mehr Eigenbesitz an und formierten hieraus im Laufe des 12. Jahrhunderts einen Herrschaftsbereich im Süden und Westen des Steigerwaldes. Um das Jahr 1200 nahmen die Herren zu Castell auch den Titel eines Grafen an, bald darauf folgte die Formel „dei gratia“ (lat. von Gottes Gnaden). Das Gebiet, das die Grafen beherrschten war keineswegs einheitlich, sondern setzte sich aus Vogteien und ganzen und halben Dorfherrschaften zusammen.

## Leben
Über das Leben des Grafen ist nur sehr wenig bekannt. Er war das Kind von Graf Friedrich und seiner Frau Bertha, die aus dem Haus Henneberg stammte. Die Jugend und Ausbildung von Heinrich liegen wiederum im Dunklen. Nach dem Tod seines Vaters trat er um das Jahr 1250 die Herrschaft über die Grafschaft an, die er sich jedoch mit seinem Bruder Hermann teilen musste. In das Jahr 1253 fällt die erste Nennung des Grafen Heinrich zu Castell.
Der Beginn der Herrschaft der gräflichen Doppelspitze war vom Aufstieg der wichtigsten Siedlung des Herrschaftsgebietes, Volkach, zur Stadt geprägt. Das Dorf war in den Jahrzehnten zuvor mit Mauer und Graben bewehrt worden und stieg hierdurch schleichend zur Stadt auf, im Jahr 1258 wurde sie erstmals als solche genannt. Die Grafschaft erreichte mit der Stadt als Mittelpunkt einen vorzeitigen Höhepunkt seiner Ausdehnung, der von den größeren Territorien der Umgebung kritisch beäugt wurde.
In der Folgezeit kam es jedoch vermehrt zu Streitigkeiten zwischen den regierenden Brüdern. Grund hierfür waren die unterschiedlichen politischen Ausrichtungen der Herrscher. Während Heinrich sich an den Hennebergern orientierte, die in Konkurrenz zum immer mächtiger werdenden Hochstift Würzburg gerieten, stand Hermann treu zum Bischof von Würzburg. In den Jahren 1265/1267 eskalierte der Streit und die Grafschaft wurde in zwei Linien gespalten.
Hermann stand fortan der Linie vom Oberen Schloss vor, während Heinrich im Unteren Schloss residierte. Zuvor, im Jahr 1266, kam es zu einer kriegerischen Auseinandersetzung zwischen den Würzburgern und den verbündeten Henneberger und Casteller Grafen. Heinrich kämpfte bei der sogenannten Cyriakusschlacht in der Nähe der Stadt Kitzingen mit.
Nach der Niederlage orientierte sich der Graf neu und schlug sich in der Folgezeit auf die Seite der Nürnberger Burggrafen, was sich auch an seiner zweiten Hochzeit im Jahr 1273 niederschlug. Die Grafen versuchten ebenfalls den Würzburger Einfluss am Main zurückzudrängen. Insbesondere der Schwiegervater Friedrich III. tat sich hierin hervor. Graf Heinrich II. zu Castell starb um das Jahr 1307.

## Ehen und Nachkommen
Heinrich heiratete um das Jahr 1260 Sophie von Öttingen. Ihre Familie stand den Hennebergern nahe, die Hochzeit sollte vor allem politische Zugehörigkeit demonstrieren. Nachdem seine erste Ehefrau verstorben war, heiratete Heinrich etwa 1273 erneut. Diesmal handelte es sich um Adelheid von Nürnberg, deren Vater Friedrich III. Burggraf von Nürnberg war. Über die Kinder des Heinrich schweigen die Quellen mehrheitlich. Lediglich der Nachfolger Hermann II. und sein Bruder Rupert tauchen in den Quellen ausführlich auf.
- Friedrich (gen. 1293)
- Berthold († um 1300)
- Konrad (gen. 1301)
- Hermann († um 1328)
- Hedwig († um 1331)[5]
- Rupert († 1334)
- Heinrich (gen. 1347)